# Alexander Ahndoril
Kjell Johan Alexander Ahndoril, ursprungligen Gustafsson, född 20 januari 1967 i Hammarby församling, är en svensk författare och dramatiker.  Han är gift med Alexandra Coelho Ahndoril, och tillsammans utgör de författarduon bakom pseudonymen Lars Kepler.

## Biografi
Ahndoril gjorde sin litterära debut vid 22 års ålder med kärlekshistorien Den äkta kvinnan (1989). Han har sedan dess författat totalt nio romaner samt film-, radio- och scenmanus.

### Regissören och Diplomaten
Romanen Regissören 2006 om Ingmar Bergman väckte mycket stor uppmärksamhet då den fördömdes offentligt av Ingmar Bergman. Debatten kom framförallt att handla om gränsen mellan fiktion och verklighet. Regissören har översatts till ett tiotal språk och nominerats till The Independent Foreign Fiction Prize.
År 2009 utkom han med sin nionde roman Diplomaten om en fiktiv svensk diplomats kamp för att avväpna Irak 2003. Diplomaten är modellerad efter Hans Blix men romanens förord och efterord fastslår att diplomatens privata sfär är lika uppdiktad som den offentliga är sanningsenlig.

### Som Lars Kepler
Alexander Ahndoril har tillsammans med sin hustru Alexandra Coelho Ahndoril skrivit ett antal romaner under pseudonymen Lars Kepler.

### Privatliv
Ahndoril är sedan 1994 gift med författaren Alexandra Coelho Ahndoril och tillsammans har de tre barn.

## Dramatik i urval
- Irra (offentlig läsning på Dramaten 1993)
- Demonverket (Radioteatern 1994)
- Fallet Orvar (1995)
- Horan i Konstantinopel (Radioteatern 2002)
- Nya Maratondansen (Malmö stadsteater 2003)
- Pappas hjärta (Teater Tribunalen 2003, Riksteatern 2004)
- När Josefin försvann (Radioteatern 2003)
- Hissar (Radioteatern 2003)
- Turister (2004)
- Glas i regn (publicerad 2006)
- Magnus Rex (2006)
- Socialistisk tävlan (Riksteatern 2007)
- Privat film (Radioteatern 2007)
- Konsten att förbli fri (Radioteatern 2008)
- Sömnkliniken (GöteborgsOperan 2009)